# Emilio Lafuente Alcántara
Emilio Lafuente Alcántara, född omkring 1825 i Archidona (provinsen Málaga), död den 3 juni 1868, var en spansk orientalist och historiker, bror till Miguel Lafuente Alcántara.
Lafuente Alcántara, som blev ledamot av Academia de la historia 1862, åtnjöt stort anseende för omfattande och djupa kunskaper och var vid sin död direktör för San Isidro-biblioteket i Madrid. Lafuente Alcántaras arbete Inscripciones árabes de Granada (1859) väckte stort uppseende, Catálogo de los códices arábigos och Relaciones de algunos sucesos de los últimos tiempos del reino de Granada (1868) är också berömda, men mest uppskattad av en större allmänhet blev Lafuente Alcántara genom Cancionero popular, colección escogida de seguidillas y coplas, som är den första samlingen av detta slag i Spanien.